# Marine Building
O Marine Building é um arranha-céu localizado no nº 355 da Burrard Street na baixa de Vancouver, Colômbia Britânica, Canadá, perto do distrito financeiro, desenhado por McCarter Nairne and Partners. É conhecido pelo seu estilo Art déco e pelos seus elaborados azulejos de cerâmica. Também utilizado como inspiração para a criação da sede do chamado jornal de ficção Planeta Diário em que trabalha Clark Kent, identidade secreta do Super-Homem, personagem de histórias em quadrinhos da DC Comics.